# Serge Legat
Pour les articles homonymes, voir Legat.
Serge Legat (né Sergueï Gustavovitch Legat, en russe : Сергей Густавович Легат; 27 septembre 1875 à Moscou - 1er novembre 1905 à Saint-Pétersbourg) est un danseur russe, fils du danseur Gustav Legat et frère cadet de Nicolas Legat.
Après avoir étudié la danse à l'école impériale de ballet avec Pavel Gerdt, Christian Johansson, Lev Ivanov et avec son frère, il rejoint le Théâtre Mariinsky en 1894 et devient rapidement soliste. Admiré pour ses performances stylistiques, il est aussi pédagogue et enseignera notamment Vaslav Nijinski et Pierre Vladimiroff.
Marié à Marie Petipa (1857-1930), il se suicide à l'âge de 30 ans. Sa veuve émigre en France en 1928.